# Ann Telnaes
Ann Telnaes, all'anagrafe Ann Carolyn Telnaes (Stoccolma, 1960), è una fumettista statunitense di origine svedese. Crea vignette editoriali in vari media: animazione, saggi visivi, schizzi dal vivo e stampa tradizionale. Telnaes ha lavorato per il Washington Post fino alle sue dimissioni il 3 gennaio 2025, a causa del rifiuto del Post di pubblicare la sua vignetta che criticava aspramente i principali amministratori delegati delle aziende, tra cui Jeff Bezos, l'amministratore delegato del giornale.
Nel 2001, Telnaes è diventata la seconda fumettista donna e una delle poche freelance a vincere il Premio Pulitzer per il fumetto editoriale. Nel 2017 ha ricevuto il Reuben Award, diventando così la prima donna ad aver ricevuto sia il Reuben Award che il Premio Pulitzer per il fumetto editoriale.

## Biografia
Ann Telnaes è nata nel 1960 a Stoccolma ed è diventata cittadina statunitense all'età di 13 anni. Si è diplomata nel 1979 a Reno, conseguendo il Bachelor of Fine Arts al California Institute of the Arts nel 1985, specializzandosi nell'animazione dei personaggi.  Ha poi ha lavorato alla Warner Bros. Entertainment e per diversi anni come show designer presso la Walt Disney Imagineering, altri studi negli Strati Uniti, nel Regno Unito (a Londra) e a Taiwan. Ha contribuito a film come The Brave Little Toaster e The Chipmunk Adventure.  
All'inizio degli anni '90, è diventata una vignettista per il Washington Post. Per il suo lavoro è stata insignita del Premio Pulitzer nel 2001 e del Reuben nel 2016. Le sue opere sono state ristampate in diversi libri, giornali e riviste.
Nel 2003, mentre la Corte Suprema del Massachusetts stava decidendo il destino del matrimonio tra persone dello stesso sesso, Telnaes si gettò nella mischia creando la vignetta editoriale che prendeva in giro l'equilibrio storico dei ruoli di genere negli Stati Uniti. "Tuttavia, Telnaes ha osservato ironicamente che la visione tradizionale del matrimonio tra un uomo e una donna ha portato a una cittadinanza di seconda classe per molte persone in America per molto tempo".
Nel 2004 Telnaes ha tenuto una mostra personale alla Great Hall del Thomas Jefferson Building. Nel 2015 una vignetta di Telnaes è stata rimossa dal Washington Post dal sito web del giornale. Il cartone animato aveva raffigurato Ted Cruz come un suonatore d'organo con due scimmie. Telnaes ha difeso la sua vignetta twittando: "Ted Cruz ha messo i suoi figli in un annuncio politico, non iniziate a urlare quando i vignettisti editoriali li disegnano". Nel 2016-2017 è stata presidentessa dell'associazione dei fumettisti editoriali americani (Association of American Editorial Cartoonists).
Nel 2020 ha tenuto il corso "Commentary Through Cartoons" come visiting faculty member presso CalArts. E sempre nel 2020 il suo lavoro è stato incluso nella mostra Women in Comics: Looking Forward, Looking Back at the Society of Illustrators di New York City.
All'inizio di gennaio 2025, Telnaes si è dimessa dal Washington Post dopo che la sua presa in giro dei potenti miliardari dei media e della tecnologia, tra cui il proprietario del Post Jeff Bezos, l'editore del Los Angeles Times Patrick Soon-Shiong e il capo di Meta/Facebook Mark Zuckerberg, disegnati mentre piegavano le ginocchia davanti al presidente entrante Donald Trump, è stata bocciata dalla direzione.
La fumettista risiede a Washington.